# Heteronebo monticola
Espèce
Synonymes
- Cazierius monticola Armas, 1999

Heteronebo monticola est une espèce de scorpions de la famille des Diplocentridae.

## Distribution
Cette espèce est endémique de la province de Pedernales en République dominicaine. Elle se rencontre dans la Sierra de Baoruco.

## Systématique et taxinomie
Cette espèce a été décrite sous le protonyme Cazierius monticola par Armas en 1999. Elle est placée dans le genre Heteronebo par Teruel en 2005.

## Publication originale
- Armas, 1999 : Quince nuevos alacranes de La Española y Navassa, Antillas Mayores (Arachnida: Scorpiones). Avicennia, no 10/11, p. 101-136.